# L'illusione del volo
L'illusione del volo è il terzo album discografico del gruppo musicale new wave italiano Frigidaire Tango, pubblicato nel 2009 da La Tempesta Dischi.

## Il disco
L'album segna il ritorno definitivo della band scioltasi nel 1986. È il primo album del gruppo registrato in italiano. Molti gli ospiti, fra cui Federico Fiumani (Diaframma), Fabio Trentini (Guano Apes, H-Blockx), Aldo Tagliapietra (Le Orme), Diego Galeri (Timoria, Miura) e Miss Xox.

## Tracce
1. Milioni di parole – 4:43
2. Normalmente triste – 3:36
3. Blue & Pink – 5:30 – feat. Driss Barhmi, Mostafa Barhmi e Ahmed Barhmi
4. L'acqua pensa – 4:13 – feat. Margherita Orlandi
5. Natural mente – 4:27
6. Soffia – 3:25
7. Distogli lo sguardo – 3:40
8. Le cose capite – 3:31 – feat. Diego Galeri
9. Poesia di luce – 4:03
10. Paura del tempo – 3:13 – feat. Diego Galeri
11. Preghiera – 4:40 – feat. Aldo Tagliapietra e Ibrahim Baseado
12. Tutto niente qualcosa – 3:44
13. Dreamcity – 6:37
14. New Wave Anthem – 4:59 – feat. Miss Xox, Federico Fiumani e Giorgio Canali

Durata totale: 60:21

## Formazione
- Charlie Cazale - voce
- J.M. Le Baptiste - batteria
- Steve Dal Col - chitarra
- Mark Brenda - tastiere
- Dave Nigger - basso
- Frank Tourak - tastiere